# Machal

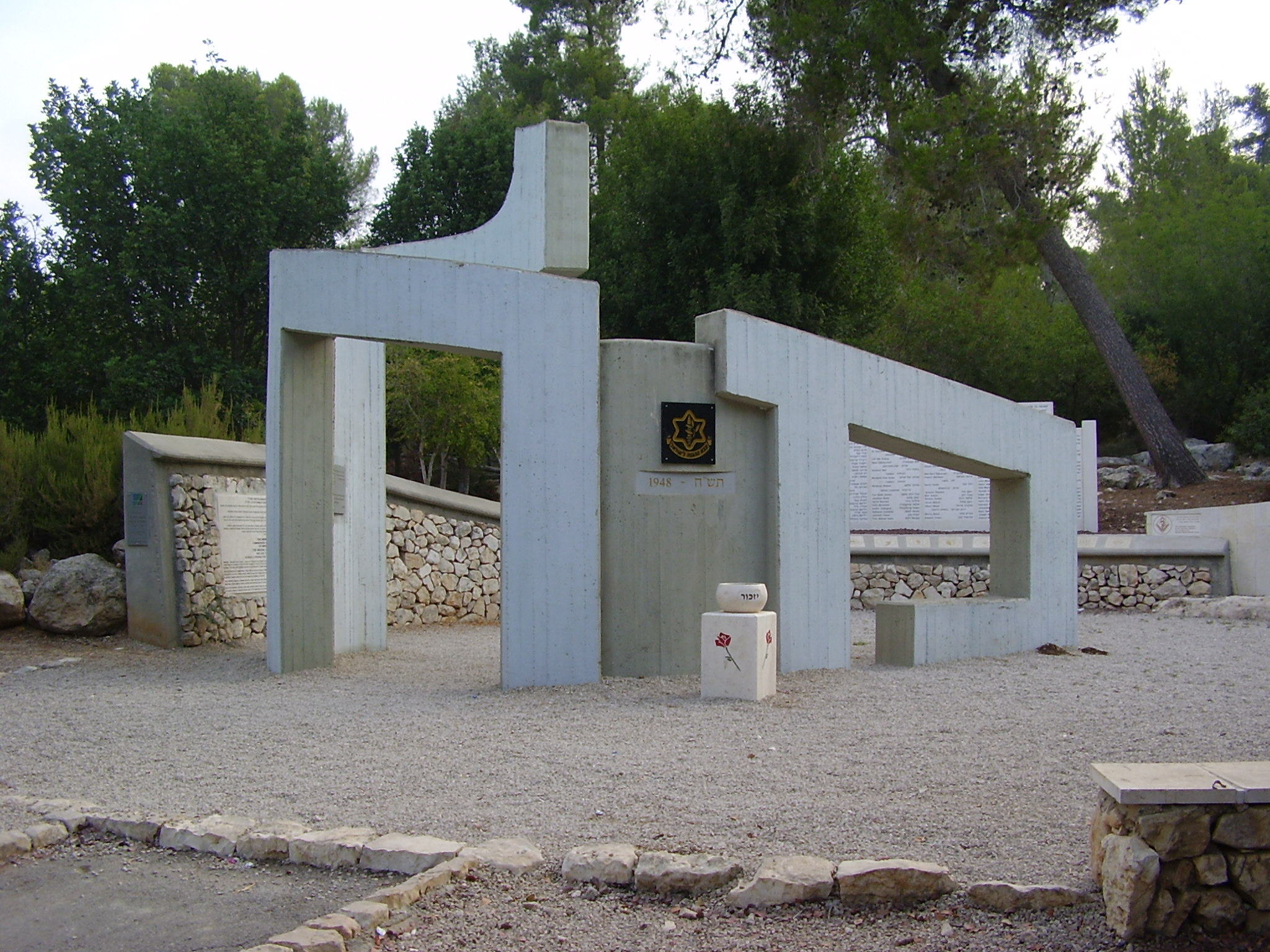
Machal-Denkmal in Israel (hier erkennt man die Buchstaben Mem, Chet und Lamed, die Konsonanten des Akronyms Machal)

Die Machal (hebräisch מָחָ״ל, Akronym der hebräischen Wörter Mitnadvei Chutz laʾAretz, hebräisch מִתְנַדְּבֵי חוּץ לָאָרֶץ ‚Freiwillige von außer Landes‘) sind freiwillig Wehrdienstleistende in den Israelischen Verteidigungsstreitkräften, denen sich heute jüdische Männer und Frauen anschließen können, die keine israelische Staatsbürgerschaft besitzen. Je nach den Sprachkenntnissen dauert der Dienst 14 oder 18 Monate, die obere Altersgrenze für Frauen liegt bei 20 und für Männer bei 25 Jahren. Ärzte können sich bis zu einem Alter von 36 Jahren freiwillig melden.
Während des Kriegs um Israels Unabhängigkeit 1948 dienten auch viele nicht-jüdische Personen bei den Israelischen Verteidigungsstreitkräften. 1948 zählte man etwa 4000 Freiwillige, von denen 119 ihr Leben ließen, unter ihnen der erste israelische General David Marcus. Ihnen zu Ehren errichtete der Staat Israel direkt südlich von Sha'ar HaGai im Jitzchak-Rabin-Park der Jerusalemer Berge im Judäischen Bergland 1993 ein Denkmal, auf dem alle Namen und ihre Nationalitäten vermerkt sind.
Nichtjüdische Männer und Frauen können auch heute beim Sar-El-Programm freiwillig ohne Waffe dienen.

## Filme
- Nancy Spielberg, Roberta Grossman: Above and beyond. The birth of the Israeli Air Force. USA 2015 (85 Minuten)